# 1989 CONCACAF選手権
1989 CONCACAF選手権（- コンカカフせんしゅけん）は、北中米カリブ海サッカー連盟 (CONCACAF) 所属各国によって競われる、第10回のCONCACAF選手権（現：CONCACAFゴールドカップ）である。「CONCACAF選手権」は次回から「CONCACAFゴールドカップ」として再編成されたため、「CONCACAF選手権」としては最後の実施となった。
開催国は定められず、ホーム・アンド・アウェー方式で争われた。コスタリカが、2位のアメリカ合衆国に得失点差1点の差で優勝した。
なお、この大会は1990 FIFAワールドカップの北中米カリブ海地区の予選を兼ねて行われ、本大会の上位2チームがワールドカップに出場することとされた。コスタリカはワールドカップ初出場、またアメリカ合衆国は40年ぶりのワールドカップ出場となった。

## 1次予選
当初16チームが参加を表明していたが、ベリーズはFIFAに対する債務超過のため参加を認められず、15チームで競われた。
ランキング上位5か国（カナダ・ホンジュラス・エルサルバドル・アメリカ合衆国・メキシコ）は1次予選を免除された。
| 第1戦ホームチーム        | 結果  | 第2戦ホームチーム    | 第1戦 | 第2戦        |
| ------------------------ | ----- | -------------------- | ----- | ------------ |
| ガイアナ                 | 0 - 5 | トリニダード・トバゴ | 0 - 4 | 0 - 1        |
| キューバ                 | 1 - 2 | グアテマラ           | 0 - 1 | 1 - 1        |
| ジャマイカ               | 3 - 1 | プエルトリコ         | 1 - 0 | 2 - 1        |
| アンティグア・バーブーダ | 1 - 4 | オランダ領アンティル | 0 - 1 | 1 - 3 (延長) |
| コスタリカ               | 3 - 1 | パナマ               | 1 - 1 | 2 - 0        |

## 2次予選
メキシコは、CONCACAFユーストーナメントの1988年大会で年齢制限を超過した選手4人を出場させていたことへの処分として、その結果により出場できる1989 FIFAワールドユース選手権のみならず、1990 FIFAワールドカップや1988年のオリンピックについても出場資格を取り消された。このためメキシコは失格となり、対戦する予定であったコスタリカが本大会に進出した。
| 第1戦ホームチーム    | 結果      | 第2戦ホームチーム | 第1戦            | 第2戦            |
| -------------------- | --------- | ----------------- | ---------------- | ---------------- |
| オランダ領アンティル | 0 - 6     | エルサルバドル    | 0 - 1            | 0 - 5            |
| ジャマイカ           | 1 - 5     | アメリカ合衆国    | 0 - 0            | 1 - 5            |
| トリニダード・トバゴ | 1 - 1 (a) | ホンジュラス      | 0 - 0            | 1 - 1            |
| コスタリカ           | 不戦勝    | メキシコ          | （メキシコ失格） | （メキシコ失格） |
| グアテマラ           | 3 - 3 (a) | カナダ            | 1 - 0            | 2 - 3            |

## 本大会
| 国名                 | 勝点 | 試 | 勝 | 分 | 負 | 得点 | 失点 | 点差 |
| -------------------- | ---- | -- | -- | -- | -- | ---- | ---- | ---- |
| コスタリカ           | 11   | 8  | 5  | 1  | 2  | 10   | 6    | 4    |
| アメリカ合衆国       | 11   | 8  | 4  | 3  | 1  | 6    | 3    | 3    |
| トリニダード・トバゴ | 9    | 8  | 3  | 3  | 2  | 7    | 5    | 2    |
| グアテマラ           | 3    | 6  | 1  | 1  | 4  | 4    | 7    | -3   |
| エルサルバドル       | 2    | 6  | 0  | 2  | 4  | 2    | 8    | -6   |

| 1989年3月19日 |

| グアテマラ | 1 - 0 | コスタリカ |
|            |       |            |

| グアテマラシティ |

| 1989年4月2日 |

| コスタリカ | 2 - 1 | グアテマラ |
|            |       |            |

| サンホセ |

| 1989年4月16日 |

| コスタリカ | 1 - 0 | アメリカ合衆国 |
|            |       |                |

| サンホセ |

| 1989年4月30日 |

| アメリカ合衆国 | 1 - 0 | コスタリカ |
|                |       |            |

| セントルイス |

| 1989年5月13日 |

| アメリカ合衆国 | 1 - 1 | トリニダード・トバゴ |
|                |       |                      |

| トーランス |

| 1989年5月28日 |

| トリニダード・トバゴ | 1 - 1 | コスタリカ |
|                      |       |            |

| ポートオブスペイン |

| 1989年6月11日 |

| コスタリカ | 1 - 0 | トリニダード・トバゴ |
|            |       |                      |

| サンホセ |

| 1989年6月17日 |

| アメリカ合衆国 | 2 - 1 | グアテマラ |
|                |       |            |

| ニューブリテン |

| 1989年6月25日 |

| エルサルバドル | 2 - 4 | コスタリカ |
|                |       |            |

| サンサルバドル |

| 1989年7月16日 |

| コスタリカ | 1 - 0 | エルサルバドル |
|            |       |                |

| サンホセ |

| 1989年7月30日 |

| トリニダード・トバゴ | 2 - 0 | エルサルバドル |
|                      |       |                |

| ポートオブスペイン |

| 1989年8月13日 |

| エルサルバドル | 0 - 0 | トリニダード・トバゴ |
|                |       |                      |

| テグシガルパ（ホンジュラス） |

| 1989年8月20日 |

| グアテマラ | 0 - 1 | トリニダード・トバゴ |
|            |       |                      |

| グアテマラシティ |

| 1989年9月3日 |

| トリニダード・トバゴ | 2 - 1 | グアテマラ |
|                      |       |            |

| ポートオブスペイン |

| 1989年9月17日 |

| エルサルバドル | 0 - 1 | アメリカ合衆国 |
|                |       |                |

| テグシガルパ（ホンジュラス） |

| 1989年10月8日 |

| グアテマラ | 0 - 0 | アメリカ合衆国 |
|            |       |                |

| グアテマラシティ |

| 1989年11月5日 |

| アメリカ合衆国 | 0 - 0 | エルサルバドル |
|                |       |                |

| セントルイス |

| 1989年11月19日 |

| トリニダード・トバゴ | 0 - 1 | アメリカ合衆国 |
|                      |       |                |

| ポートオブスペイン |

| 1989年11月19日 |

| エルサルバドル | 実施せず | グアテマラ |
|                |          |            |

| （グアテマラシティ（グアテマラ）） |

| 1989年11月21日 |

| グアテマラ | 実施せず | エルサルバドル |
|            |          |                |

| （グアテマラシティ） |

エルサルバドル対グアテマラの2試合は、両者とも上位になる可能性がなかったため、試合が実施されなかった。
| 1989 CONCACAF選手権           |
| ----------------------------- |
| · コスタリカ · 6大会ぶり3度目 |